# Agathotanais ingolfi
Agathotanais ingolfi är en kräftdjursart som beskrevs av Hansen 1913. Agathotanais ingolfi ingår i släktet Agathotanais och familjen Agathotanaidae. Inga underarter finns listade i Catalogue of Life.